# Ľuboreč
Ľuboreč (em húngaro: Nagylibercse) é um município da Eslováquia, situado no distrito de Lučenec, na região de Banská Bystrica. Tem 31,67 km² de área e sua população em 2018 foi estimada em 347 habitantes.

## Demografia
| Ano:        | 1994 | 2004    | 2014    | 2024   |
| ----------- | ---- | ------- | ------- | ------ |
| Broj ljudi: | 265  | 293     | 333     | 344    |
| Razlika:    |      | +10,56% | +13,65% | +3,30% |

| Ano:               | 2023 | 2024   |
| ------------------ | ---- | ------ |
| Número de pessoas: | 349  | 344    |
| Diferença:         |      | -1,43% |